# Oxybelus dissectus dissectus
Oxybelus dissectus dissectus é uma subespécie de insetos himenópteros, mais especificamente de vespas pertencente à família Crabronidae.
A autoridade científica da subespécie é Dahlbom, tendo sido descrita no ano de 1845.
Trata-se de uma subespécie presente no território português.